# ميخائيل جيلمان
ميخائيل جيلمان (بالإنجليزية: Michael Gelman)‏ هو شخصية أعمال ومنتج تلفزيوني أمريكي، ولد في 4 أغسطس 1961 في هايلاند بارك في الولايات المتحدة.

## وصلات خارجية
- ميخائيل جيلمان على موقع IMDb (الإنجليزية)
- ميخائيل جيلمان على موقع قاعدة بيانات الفيلم (الإنجليزية)